# Born to Sing the Blues
Born To Sing The Blues è l'album di debutto di Shirley Bassey, pubblicato su un LP da 10" nel 1957 dall'etichetta Philips Records. I dischi di lunga durata furono introdotti a metà degli anni '50 e l'album da 10" fu brevemente presentato come un formato possibile di album. Nel giro di pochi anni, l'album da 12" divenne il formato offerto al pubblico che acquistava dischi, rimanendo così fino alla metà degli anni '80, quando il Compact Disc conquistò il mercato.
Shirley Bassey firmò, un anno prima, per la Philips con Johnny Franz e pubblicò tre singoli che non riuscirono ad entrare in classifica, inclusa la sua canzone d'esordio "Burn My Candle (At Both Ends)". Ma il 1957 le avrebbe portato il suo primo successo in classifica con la canzone "The Banana Boat Song". La Philips non era certa a quale mercato Shirley Bassey dovesse essere diretta. La Bassey fu registrata mentre cantava canzoni del Great American Songbook, canzoni umoristiche e persino il blues. La traccia di apertura dell'album, l'unica precedentemente pubblicata, fu la canzone "Born to Sing the Blues". Questo brano fu uno dei tre singoli pubblicati nel 1956, come lato B di "The Wayward Wind". Dopo un'esibizione dal vivo di successo della canzone alla televisione britannica, John Franz decise di presentarla con un album di canzoni blues tradizionali. Molte delle composizioni  apparse sull'album furono scritte da WC Handy, noto come "Padre del Blues".
Le registrazioni furono fatte in mono, non sono note versioni stereo. Negli anni '70 la Philips li ripubblicò in una versione stereo "potenziata elettronicamente" (nota anche come "pseudo-stereo"), ma gli echi aggiunti si rivelarono impopolari e queste versioni non furono più ripubblicate. Per molti anni le registrazioni fatte da Bassey alla Philips non furono disponibili su CD. Dall'inizio degli anni 2000 divennero di dominio pubblico e negli ultimi anni furono rilasciate diverse compilation su CD. Il più completo è Burn My Candle - The Complete Early Years 1956-58 della Fantastic Voyage Music, pubblicato nel 2009.

## Tracce
Lato A
1. "Born to Sing the Blues" (Lenny Adelson, Imogen Carpenter) - 2.47
2. "Beale Street Blues" (W.C. Handy) - 3.04
3. "Wabash Blues"  (Fred Meinken, Dave Ringle) - 2.30
4. "Basin Street Blues" (Spencer Williams) - 2.37

Lato B
1. "The Birth of the Blues" (Ray Henderson, Buddy G. DeSylva, Lew Brown) - 4.05
2. "Careless Love Blues" (Traditional) (W.C. Handy, Spencer Williams, Martha E. Koenig) - 2.37
3. "Blues in the Night (My Mama Done Told Me)" (Harold Arlen, Johnny Mercer) - 3.56
4. "The St. Louis Blues" (W.C. Handy) - 3.33

## Staff
- Shirley Bassey - voce
- Wally Stott and his Orchestra - arrangiatore, direttore